# Lazzate
Lazzate (Lazzaa in dialetto brianzolo, AFI: [laˈtsɑː]) è un comune italiano di 7 689 abitanti della provincia di Monza e della Brianza in Lombardia.

## Geografia fisica
Lazzate è un paese al confine fra il territorio del Seprio, dell'Alto Milanese e della Brianza ed è in provincia di Monza e della Brianza, ma è più vicino a Como. Per i servizi maggiori ci si rivolge generalmente a Saronno, in provincia di Varese. Milano dista circa 25 km, Como 15 km e Monza 18 km.
Lazzate è situato nella parte più alta della pianura padana, a circa 260 m s.l.m., con una lieve pendenza verso Misinto. Non è attraversato da corsi d'acqua, con l'eccezione di una roggia per le acque reflue, ora interrata, detta la Rota. Il fiume più vicino è il Seveso che passa per Lentate e il torrente Lura che scorre a Rovellasca. In epoca storica a Lazzate esistevano quattro laghetti: uno dove sorge l'attuale Cooperativa, uno dove c'è l'industria Ponzini, uno dove c'era la pesa pubblica (tra la piazza e la chiesa), uno nei pressi dell'ex bar Jolly.
Il territorio di Lazzate si compone di brughiera boscata (verso Lentate sul Seveso), dei boschi del Battù (verso Bregnano), dei boschi e dei campi del Parco delle Groane (verso Copreno e Misinto); vi sono inoltre residue aree coltivate, e le aree edificate o urbanizzate (in centro e in direzione di Misinto).

## Origine del nome
L'origine del nome Lazzate (Lazàa in dialetto) deriva probabilmente da un nome personale latino Lacius, a cui si è aggiunto il suffisso aggettivale -ate, indicante appartenenza. Si confronti Lazzago, a Como, con differente suffissazione ma derivante dallo stesso antroponimo. Meno probabile (sia per Lazzate sia per Lazzago) la derivazione dal nome latino Attius, che comporterebbe l'agglutinazione dell'articolo.

## Storia
Il primo documento che attesta l'esistenza di Lazzate risale al XIII secolo ed è il Liber Notitiae Sanctorum Mediolani di Goffredo da Bussero. Citano Lazzate un censimento del 1398, e alcuni documenti del 1476 e del 1564. Passato dal Seprio alla Signoria milanese e quindi al Ducato di Milano, nel XV secolo gli Sforza concedono l'investimento del paese ai nobili Missaglia come compenso per le armature da essi fornite alla casa ducale. Tuttavia, il Signore non dimorò stabilmente a Lazzate. Ai conti Missaglia subentrarono i Biraghi, che avviarono la costruzione della villa che ancora oggi reca il loro nome. Gli anni dal 1538 al 1626 vedono Lazzate sottoposto al dominio Carcassola, che vengono poi sostituiti dal senatore Francesco Maria Casnedi. Capaci di mantenere il possesso della terra i Casnedi superarono il periodo della dominazione spagnola e conservarono il potere anche sotto gli Asburgo, sino al 1787, quando il feudo viene riassorbito dalla camera regia per mancanza di eredi.
Nel XVIII secolo dà frequente alloggio (durante l'autunno soprattutto) ad Alessandro Volta, l'inventore della pila. Costui è il personaggio che più ha dato fama al paese, che gli è rimasto profondamente legato, come dimostra lo stesso stemma civico, il quale rappresenta il disegno della famosa pila, inoltre la scuola elementare è intitolata a Volta e ospita al suo interno una lapide commemorativa in onore di William Wallace. Volta venne in diversi tempi per villeggiare e studiare nella quiete del paesaggio groano, dimorando nella sua casa, oggi di proprietà della Parrocchia. Durante il Regno d'Italia napoleonico, Lazzate fu brevemente annessa al Comune di Lentate.
Il XIX secolo segnò un periodo di regresso, dovuto a crisi agricole ed epidemie: in particolare, il colera del 1836 che un affresco in vicolo Madonna ricorda che fu un vero flagello, insieme con la pellagra. L'unità d'Italia assegna Lazzate al circondario di Monza, aggregandolo però alla limitrofa Misinto, fino a tornare autonomo con il Regio Decreto numero 36 del 1905.
Nel secondo dopoguerra, tra il 1951 e il 1958, Lazzate ha visto aumentare di quasi mille unità la sua popolazione grazie all'accresciuto benessere e all'immigrazione dal Meridione. Gli anni '60 e '70 sono caratterizzati da un progressivo abbandono della campagna a favore di altre attività, come l'industria: sono ora presenti industrie di piccole o medie imprese, che danno lavoro a un buon numero di persone operando soprattutto nel settore meccanico e tessile.
Una certa importanza detiene ancora l'artigianato in cui rientrano laboratori per l'intaglio del legno e per la carpenteria metallica. Non ultimo, il terziario, rappresentato dal pubblico impiego e dal commercio.

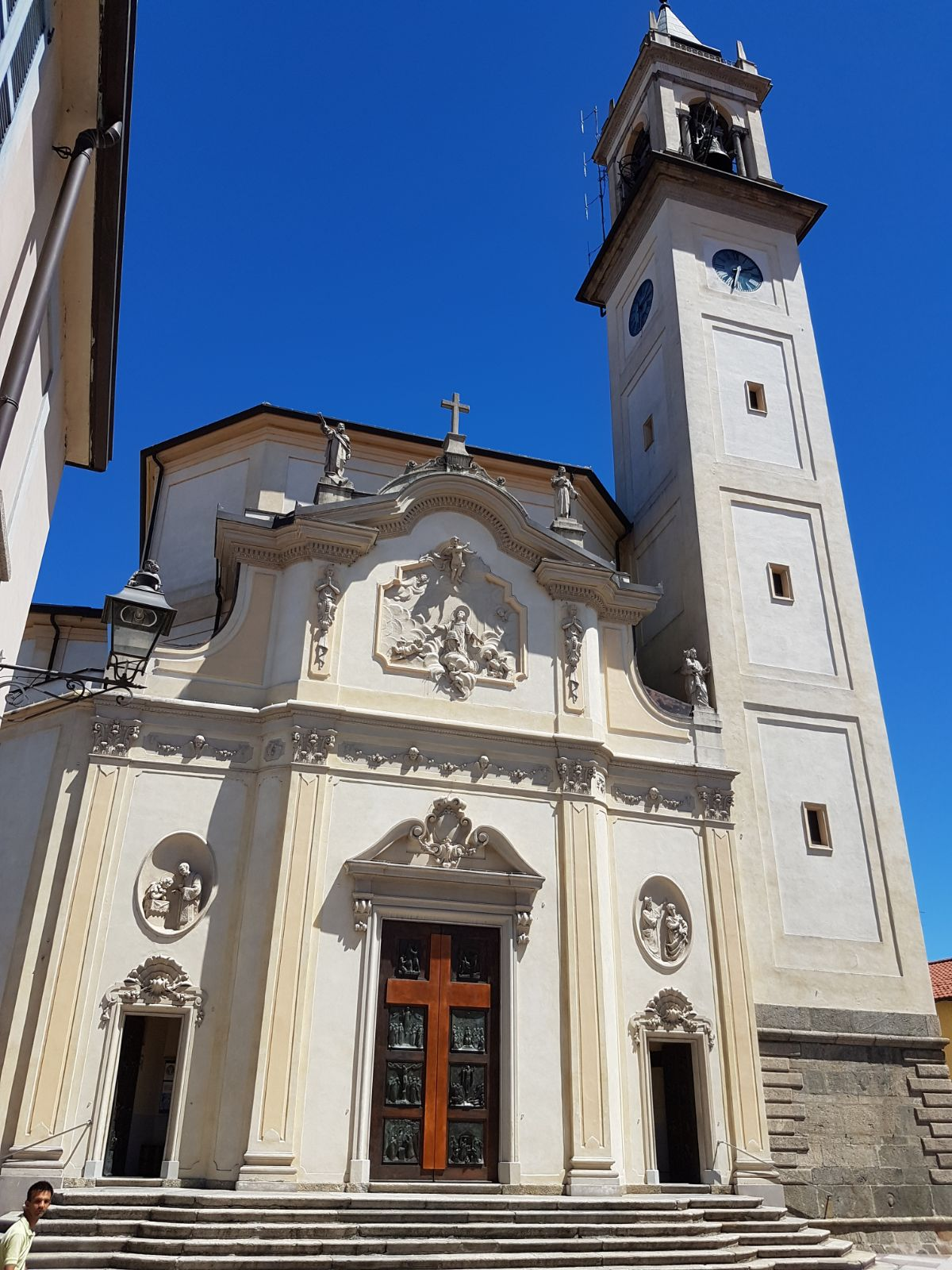
Esterno della chiesa di San Lorenzo Martire.

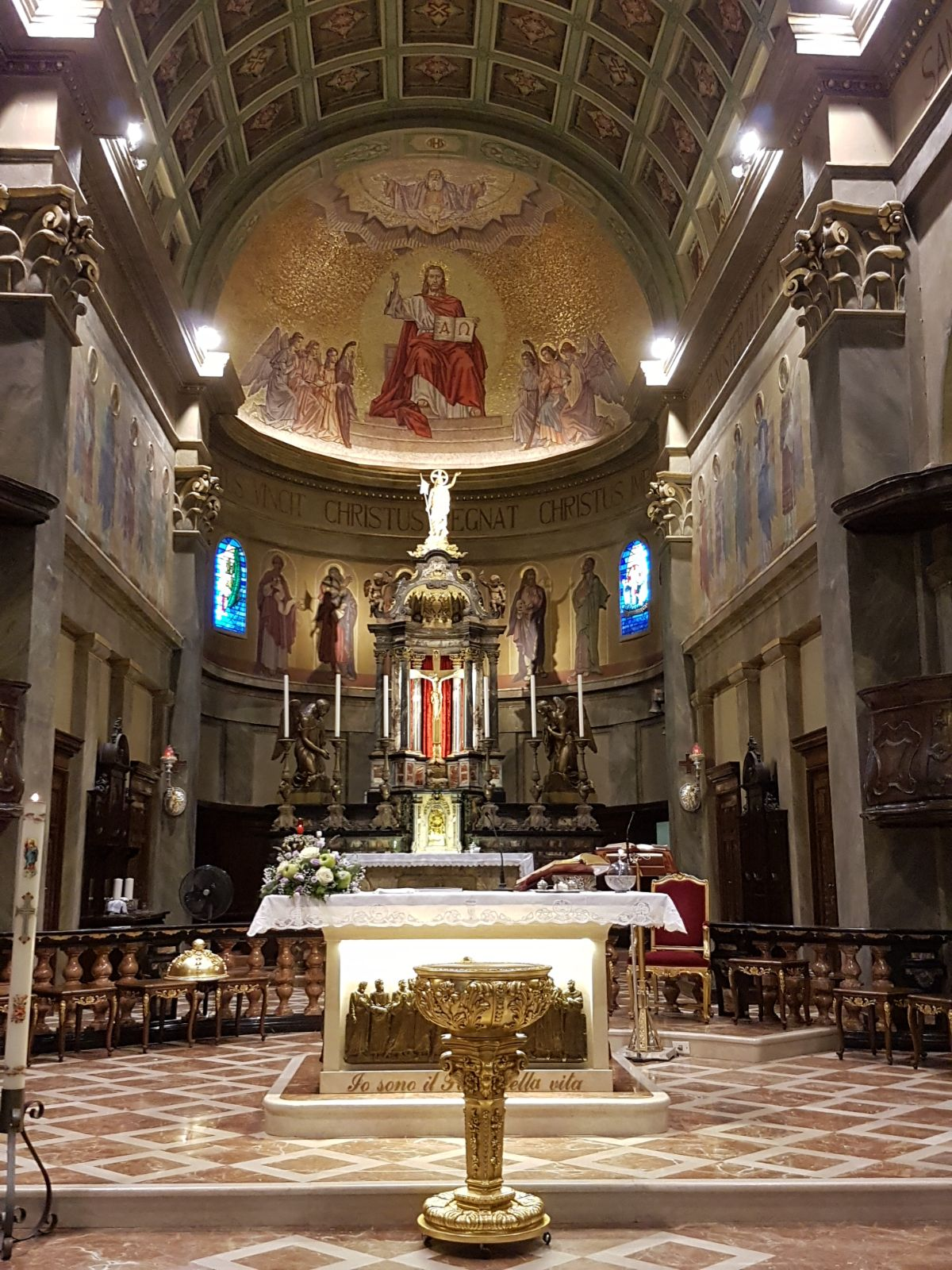
Interno della chiesa di San Lorenzo Martire.

### Simboli
Stemma
Lo stemma è stato concesso con regio decreto del 6 luglio 1933.
Lo stemma del Comune di Lazzate fornisce l'occasione per considerare un tipo inusuale di motivazione nella costruzione di uno stemma comunale: quella di inserire in questo emblema araldico una figura tipica dello stemma di un illustre personaggio che, pur non essendo del posto, aveva l'abitudine di soggiornarvi lungamente, come appunto faceva il conte Alessandro Volta. Proprio per ricordare questo eminente scienziato, il Comune di Lazzate ha voluto inserire nella parte centrale del suo stemma la pila voltaica, figura centrale dello stemma della famiglia Volta. Per quanto concerne, invece, la figura araldica del semivolo abbassato (ossia l'ala destra di un uccello spiegata verso la parte bassa dello scudo), inserita nel capo dello stemma comunale (ossia nella sua terza parte superiore), se ne segnala la derivazione dallo stemma della famiglia Arese, famiglia che fin dal 1538 era stata titolare del feudo della pieve di Seveso, di cui Lazzate faceva allora parte.
Gonfalone
Il gonfalone, concesso con D.P.R. del 25 settembre 1980, è un drappo troncato di rosso e di bianco.

## Società

### Evoluzione demografica
Abitanti censiti

 Gli anni dell'aumento di abitanti sono stati fra il 2000 e il 2010. A differenza del comune di Misinto, confinante con Lazzate, dove gli abitanti sono in aumento costante dal 2010.

## Infrastrutture e trasporti
A Lazzate non sono presenti stazioni ferroviarie ma è presente un servizio di trasporto con autobus gestito da Airpullman che lo collega con i comuni limitrofi e con le più vicine sedi di scuole superiori: Saronno, Cesano Maderno e Limbiate.
Da Lazzate è possibile raggiungibile facilmente Milano e Como grazie alla Statale dei Giovi (SS 35) che passa nei vicini comuni di Lentate sul Seveso e Cermenate. Il tratto della statale che collega Lentate a Cormano è chiamato superstrada Milano-Meda (SP 35). Mentre è scollegato con Monza, nuovo capoluogo.
Lazzate dispone di un'entrata Autostradale sulla Pedemontana Lombarda A36.
A Lazzate opera una radio locale di matrice religiosa: Radio Parrocchiale San Lorenzo, con sede in Piazza Giovanni XXIII n. 2, FM 88,700 MHz, affiliata al circuito cattolico InBlu.

## Amministrazione
| Periodo | Periodo  | Primo cittadino | Partito                                                     | Carica                       | Note   |
| ------- | -------- | --------------- | ----------------------------------------------------------- | ---------------------------- | ------ |
| 1993    | 1997     | Felicita Porta  | Lega Nord                                                   | Sindaco                      |        |
| 1997    | 2001     | Cesarino Monti  | Lega Nord                                                   | Sindaco                      |        |
| 2001    | 2006     | Cesarino Monti  | Lega Nord                                                   | Sindaco                      |        |
| 2006    | 2011     | Riccardo Monti  | Lega Nord                                                   | Sindaco                      |        |
| 2011    | 2012     | Cesarino Monti  | Lega Nord                                                   | Sindaco                      | [ 11 ] |
| 2012    | 2013     | Giuseppe Zani   | Lega Nord                                                   | Vicesindaco facente funzioni |        |
| 2013    | 2019     | Loredana Pizzi  | Lega Nord                                                   | Sindaco                      |        |
| 2019    | in corso | Andrea Monti    | Progetto Lazzate 2030-Forza Italia-Lega Salvini-Amo Lazzate | Sindaco                      |        |